# Ajgepat
Ajgepat (armeniska: Այգեպատ) är en ort i Armenien. Den ligger i provinsen Ararat, i den centrala delen av landet, 26 kilometer söder om huvudstaden Jerevan. Ajgepat ligger 880 meter över havet och antalet invånare är 1 349.
Terrängen runt Ajgepat är platt åt sydväst, men åt nordost är den kuperad. Runt Ajgepat är det ganska tätbefolkat, med 155 invånare per kvadratkilometer.. Närmaste större samhälle är Artasjat, 4,7 kilometer väster om Ajgepat. 
Trakten runt Ajgepat består i huvudsak av gräsmarker.